# Рафаель Нуньєс
Рафаель Венсеслао Нуньєс Моледо (ісп. Rafael Wenceslao Núñez Moledo; 28 вересня 1825 — 18 вересня 1894) — колумбійський письменник, журналіст, правник і політик, двічі займав пост президента Сполучених Штатів Колумбії, перший президент Колумбії.

## Біографія

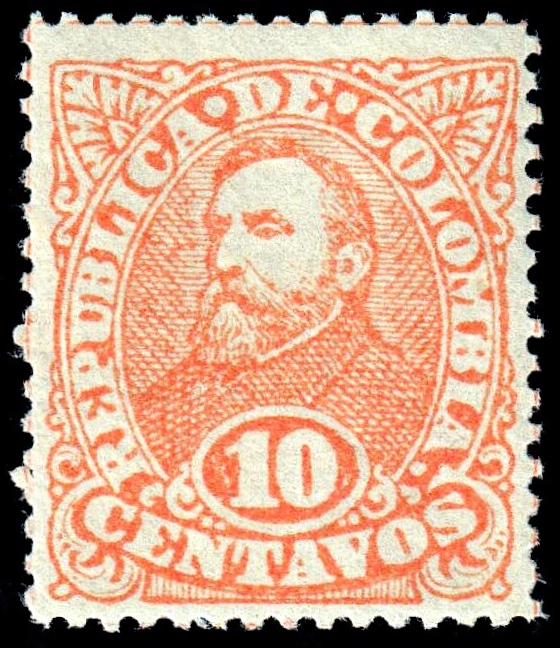
Марка Колумбії 1886 року з зображенням президента Рафаеля Нуньєса

Народився 1825 року в Картахені. Здобув юридичну освіту в місцевому університеті.
1848 року працював окружним суддею в провінції Чирикі в Панамі. Того ж року Нуньєс заснував у Картахені газету La Democracia. Згодом зайнявся політичною діяльністю й отримав пост в уряді Картахени.
1853 року Нуньєса було обрано до лав Конгресу членом Колумбії. 1854 року він став губернатором департаменту Болівар. Від 1855 до 1857 року, за часів президентства Мануеля Марії Мальяріно, обіймав посади міністра фінансів і військового міністра.
1855 року було опубліковано перший том політичних есе Нуньєса під назвою La Federación. Пізніше, за президентства Москери займав пост міністра фінансів.
Пізніше впродовж двох років жив у Нью-Йорку. після цього перебував на дипломатичній роботі в Гаврі та працював консулом у Ліверпулі.
1876 року повернувся на батьківщину, де опинився в центрі політичної боротьби. 1876 року висувався на пост президента, втім програв вибори.
1878 року президентом країни став генерал Трухільйо. За каденції останнього Рафаель Нуньєс займав пост міністра економіки. 1880 року він сам став головою держави й одразу ж презентував власний план «відродження Колумбії». Його політична програма передбачала розвиток виробництва експортних культур і товарів. Тютюн, що раніше був головним експортним товаром Колумбії, відтоді не мав у Європі великої популярності через його низьку якість. На цьому тлі зріс експорт хіни й індиго. Втім вирощування тих культур потребувало значних матеріальних витрат, тому поступово головною експортною продукцією Колумбії стала кава. Цьому сприяли не лише кліматичні умови, але й скорочення виробництва кави на Кубі. Також у той період у Колумбії почала розвиватись промисловість, було засновано Національний банк. За президентства Нуньєса було прийнято закон про право федерального уряду на законодавчому рівні втручатись до внутрішніх справ штатів.
1884 року за підтримки Консервативної партії Нуньєса знову було обрано на пост президента Колумбії. В той період він написав велику кількість важливих статей, пов'язаних з конституційною реформою. 1886 року було ухвалено нову конституцію, відповідно до якої Сполучені Штати Колумбії припинили своє існування й утворилась нова держава — Колумбія.
У вересні 1892 року Нуньєса було переобрано головою держави. Перебував на посту президента з короткими перервами (за станом здоров'я) до самої своєї смерті 1894 року. За свого правління Нуньєс дозволив єпископам, вигнаним з Колумбії, повернутись до країни. Він створив Військову академію та Національну академію музики. В той же період у Колумбії з'явився міжнародний телеграф. Він відновив дипломатичні відносини з Іспанією, розірвані під час війни за незалежність іспанських колоній в Америці, підписав міжнародні договори про торгівлю й культурний обмін з Францією та Великою Британією.

## У мистецтві
Рафаеля Нуньєса згадував Габрієль Гарсія Маркес у своєму романі «Кохання під час холери».